# Pieczyska Iłowskie
Pieczyska Iłowskie – wieś w Polsce położona w województwie mazowieckim, w powiecie sochaczewskim, w gminie Iłów. Ma status sołectwa.
| SIMC    | Nazwa      | Rodzaj    |
| ------- | ---------- | --------- |
| 0566463 | Przemysłów | część wsi |

W latach 1975–1998 miejscowość administracyjnie należała do województwa płockiego.
We wsi rośnie potężny dąb szypułkowy, o obwodzie pnia 740 cm i wysokości 29 m. Wiek drzewa szacuje się na 350 lat.